# Jackie Aprile Jr.
Giacomo Michael Aprile Jr. (comunemente chiamato Jackie Aprile Jr.) è il figlio del boss Jackie Aprile, Sr. nella serie televisiva I Soprano dell'emittente televisiva statunitense HBO: è interpretato dall'attore Jason Cerbone.
È uno dei personaggi più noti della serie, nonostante la sua partecipazione si sia consumata negli episodi finali della seconda stagione e nell'arco della terza.
In un episodio contenente delle sequenze di flashback (ep. 36) un giovanissimo Jackie è interpretato dal fratello minore dell'attore, Matt Cerbone.

## Personaggio
La Famiglia Aprile da cui proviene Jackie Jr. è, negli anni novanta, la cosca mafiosa di riferimento all'interno della Famiglia DiMeo: negli Aprile vi è il capo dei DiMeo, Jackie Aprile, Sr., padre di Jackie, designato a comandare le altre bande dal vecchio boss Domenico Ercole DiMeo.
Il padre era decisamente fiero di lui per via dei brillanti risultati accademici del figlio, Jackie si dimostra piuttosto geloso della madre, tanto da non accettare facilmente il fatto che lei dopo il vedovato ha iniziato una relazione con Ralph Cifaretto benché in qualche modo Jackie impara a vederlo come un mentore. È attratto del mondo della malavita di cui il defunto padre era membro attivo, al punto da voler seguire le sue orme nonostante i tentativi di Tony di convincerlo a proseguire gli studi in medicina.
Ha diversi tratti caratteriali che lo rendono simile a Tony, che si riflettono nella sua relazione con Meadow (la figlia di Tony) infatti la tradisce e contemporaneamente le fa dei regali, che di fatto richiamano molto il rapporto tra Tony e la moglie Carmela. L'intemperanza dovuta probabilmente alla sua ingenuità e alla sua gioventù lo portano a comportamenti irresponsabili e impazienti, arrivando persino a mancare di rispetto agli "uomini d'onore" della malavita. A detta di Ralph il problema di Jackie è che il padre lo viziava troppo.

## Biografia
Alla morte di Jackie Sr., malato terminale di cancro, gli affari (come narrato nell'intera stagione 1) vengono gestiti dai boss in seconda, anche se formalmente il boss, più o meno riconosciuto da tutti gli affiliati, è Tony Soprano, protagonista della serie: 
Tony diviene l'effettivo boss dei DiMeo solo dopo la cattura di zio Junior.
Tra le varie responsabilità che Tony si accolla nella gestione della Famiglia, vi è anche quella di provvedere al mantenimento dei parenti dei mafiosi deceduti o imprigionati: il giovane Jackie fa parte di questi.
In particolare, al boss preme l'educazione e l'istruzione scolastica di Jackie, (in virtù di una promessa fatta al padre morente) che però si dimostra non particolarmente portato per gli studi.
Jackie è cresciuto in ambiente mafioso: oltre al padre, lo zio Richie Aprile è un affiliato che, uscito di galera, rivendica il proprio posto al sole all'interno della famiglia; Ralph Cifaretto diviene il suo "patrigno" quando inizia a frequentare la madre di Jackie rimasta vedova, Rosalie. Inoltre ha diversi parenti nel giro della Famiglia (Vito, Adriana). In poco tempo, dopo il diploma, Jackie comincia ad essere attirato dal denaro facile, si atteggia da duro (pur non essendolo in verità), tenta di emulare le gesta del padre e degli altri criminali.
Alla morte di Richie (ep. 25) comincia a manifestare un risentimento verso Tony, reo ai suoi occhi della morte dello zio (in verità fatto fuori dalla sorella di Tony, la sua compagna Janice, durante una lite).
Tony cerca più volte di evitare che Jackie finisca nei guai e cerca di spronarlo a continuare gli studi: ma l'influenza che esercitano su di lui prima lo zio Richie, poi Ralph Cifaretto è deleteria. Si scopre tra l'altro che da tempo ha abbandonato l'università.
A parole, Ralph prende le difese di Jackie e appoggia Tony, ma nei fatti, lo spinge a diventare un affiliato: gli racconta prodezze di gioventù, come quella (poi fatale), dell'attentato alla bisca di Michele Feech La Manna, lo fa partecipare a pestaggi e riscossioni.
I rapporti fra Jackie e Tony si complicano ulteriormente quando il giovane inizia a frequentare Meadow, figlia del boss, la quale gli aveva chiesto della droga. Jackie inizia a mentire a Tony: in apparenza si dimostra uno studente modello, addirittura mente spudoratamente affermando di volersi iscrivere a una scuola per stilisti nell'abbigliamento maschile, ma in realtà sottobanco progetta piccoli colpi criminali e tradisce Meadow a più riprese.
In particolare, assieme all'amico Dino Zerilli, organizza una rapina a un college, durante una rappresentazione di beneficenza.
Jackie partecipa come autista, mentre Chris e Benny materialmente mettono in atto il colpo. Venuto a sapere del furto, Tony va su tutte le furie e prende di petto la situazione, affrontando Jackie e mettendolo in guardia per la sua condotta, e intimandolo di star lontano dagli ambienti mafiosi: oltre alla promessa fatta a suo padre, Tony teme per la figlia, innamorata persa di Jackie (Tony scopre infatti Jackie con una spogliarellista in un locale). Meadow scopre che Jackie la tradisce quando insieme a una sua amica lo sorprende con una prostituta, litigando con lui (benché fosse comunque nelle intenzioni di Meadow perdonarlo).
La situazione precipita quando Jackie, cercando l'emulazione del padre per il colpo vincente alla bisca di "Feech" La Manna, organizza una rapina a una bisca, assieme ad alcuni suoi amici: la rapina finisce nel sangue e Jackie si dà alla macchia. Rifugiatosi da alcuni conoscenti che vivono nelle case popolari, telefona a Tony e gli chiede aiuto, inutilmente: il boss, stanco della falsità del giovane e preoccupato per la stabilità della Famiglia, affida a Ralph la decisione sul destino di Jackie.
Ralph in un primo momento era disposto a perdonarlo ma temendo che con un tale gesto di clemenza nessuno tra gli altri boss lo avrebbe più rispettato, incarica Vito Spatafore di raggiungere Jackie ed eliminarlo. Vito stana Jackie e lo uccide sparandogli, nessuno scoprirà del coinvolgimento di Tony e Ralph nella morte di Jackie, infatti il decesso del ragazzo viene giustificato come una resa dei conti per problemi di droga, soltanto Kelli, la sorella di Jackie, è l'unica che aveva intuito la verità sulle dinamiche dell'omicidio.

## Omicidi commessi da Jackie Aprile Jr.
- Sunshine, ucciso durante il tentativo di rapina alla bisca dei Soprano (ep. 38)